# Acanthosaura titiwangsaensis
Espèce
Acanthosaura titiwangsaensis est une espèce de sauriens de la famille des Agamidae.

## Répartition
Cette espèce est endémique du Pahang en Malaisie. Elle se rencontre sur le Fraser's Hill et les Cameron Highlands dans les monts Titiwangsa.

## Description
Ce lézard atteint au maximum 11 à 12 cm (sans la queue, cette dernière, assez longue, dépassant la taille du corps). Son corps est plutôt gris avec des points vert-jaune tirant parfois sur l'orange. La queue est sombre. La région gulaire tire sur le jaune-orange.

## Étymologie
Son nom d'espèce, composé de titiwangsa et du suffixe latin -ensis, « qui vit dans, qui habite », lui a été donné en référence au lieu de sa découverte, les monts Titiwangsa.

## Publication originale
- Wood, Grismer, Grismer, Ahmad, Onn & Bauer, 2009 : Two new montane species of Acanthosaura Gray, 1831 (Squamata: Agamidae) from Peninsular Malaysia. Zootaxa, no 2012, p. 28-46.